# Running on Empty (album)
Running on Empty è il quinto album del cantautore statunitense Jackson Browne, pubblicato nel dicembre del 1977, dalla Asylum Records.
Il disco contiene brani eseguiti dal vivo durante i vari concerti dello stesso anno e ve ne sono presenti, per la prima volta, diversi non scritti da lui, come The Road di Danny O'Keefe, Cocaine di Reverendo Gary Davis e Stay, cover di una hit dei primi anni sessanta dei Maurice Williams & The Zodiacs, che in questo caso diventa un successo internazionale.
Anche in questo album Browne si avvale della collaborazione del chitarrista slide David Lindley.
Il brano The Road è stato ripreso e tradotto in italiano dal cantautore Ron col titolo Una città per cantare, pubblicata nell'omonimo album.

## Tracce
Lato A
1. Running on Empty – 5:20 (Jackson Browne) – Registrato dal vivo il 27 agosto 1977 al Merriweather Post Pavilion di Columbia, Maryland
2. The Road – 4:50 (Danny O'Keefe) – Registrato il 27 agosto 1977 nella camera 301 del Cross Keys Inn di Columbia, Maryland ed il 7 settembre 1977 al Garden State Arts Center di Holmdale, New Jersey
3. Rosie – 3:37 (Jackson Browne, Donald Miller) – Registrato il 1º settembre 1977 al Saratoga Performing Arts Center di Saratoga Springs, New York
4. You Love the Thunder – 3:52 (Jackson Browne) – Registrato dal vivo il 6 settembre 1977 al Garden State Arts Center di Holmdale, New Jersey
5. Cocaine – 4:55 (Reverend Gary Davis con musica aggiunta di Glenn Frey e Jackson Browne) – Registrato il 17 agosto 1977 nella camera 124 del Holiday Inn di Edwardsville, Illinois

Lato B
1. Shaky Town – 3:36 (Daniel Kortchmar) – Registrato il 18 agosto 1977 nella camera 124 dell'Holiday Inn di Edwardsville, Illinois
2. Love Needs a Heart – 3:28 (Lowell George, Valerie Carter, Jackson Browne) – Registrato dal vivo il 17 settembre 1977 al Universal Amphitheatre di Universal City, California
3. Nothing but Time – 3:05 (Jackson Browne, Howard Burke) – Registrato l'8 settembre 1977 su un bus della Continental Silver Eagle in New Jersey
4. The Load-Out – 5:38 (Jackson Browne, Bryan Garofalo) – Registrato dal vivo il 27 agosto 1977 al Merriweather Post Pavilion di Columbia, Maryland
5. Stay – 3:28 (Maurice Williams)

## Musicisti
- Jackson Browne - chitarra, pianoforte, voce
- David Lindley - fiddle, chitarra lap steel
- David Lindley - voce (brano: Stay)
- Danny Kortchmar - chitarre
- Danny Kortchmar - armonie vocali (brano: Shaky Town)
- Craig Doerge - tastiere
- Leland Sklar - basso
- Russell Kunkel - batteria
- Russell Kunkel - snare drum, hihat (brano: Nothing but Time)
- Doug Haywood - armonie vocali (brano: Rosie)
- Joel Bernstein - armonie vocali (brano: Rosie)
- Rosemary Butler - accompagnamento vocale[1][8]